# Цуно (Коти)
Цуно́ (яп. 津野町 Цуно-тё:) — посёлок в Японии, находящийся в уезде Такаока префектуры Коти. Площадь посёлка составляет 197,98 км², население — 5931 человек (1 августа 2014), плотность населения — 29,96 чел./км².

## Географическое положение
Посёлок расположен на острове Сикоку в префектуре Коти региона Сикоку. С ним граничат город Сусаки и посёлки Сакава, Оти, Юсухара, Симанто, Ниёдогава, Кумакоген.

## Население
Население посёлка составляет 5931 человек (1 августа 2014), а плотность — 29,96 чел./км². Изменение численности населения с 1980 по 2005 годы:
| 1980 | 8712 чел. |  |
| 1985 | 8354 чел. |  |
| 1990 | 8000 чел. |  |
| 1995 | 7554 чел. |  |
| 2000 | 7258 чел. |  |
| 2005 | 6862 чел. |  |

## Символика
Деревом посёлка считается Chamaecyparis obtusa, птицей — Parus varius.